# Келлерман, Франсуа Этьенн
Франсуа Этьенн Келлерман (фр. François-Étienne Kellermann; 1770—1835) — французский полководец, дивизионный генерал (1800 год), граф (1808 год), 2-й герцог де Вальми (1820 год), пэр Франции, участник революционных и наполеоновских войн.

## Биография
Сын почётного маршала Франсуа Кристофа Келлермана. Отец дипломата Ф. К. Э. Келлермана. Получил от Наполеона титул графа империи,  впоследствии унаследовал от отца титул герцога де Вальми (фр. duc de Valmy).

## Ранняя карьера
Для будущего генерала Первой Империи военная служба началась 14 июня 1785 года со вступлением в полк генерал-полковника гусар. В 1791 году некоторое время он выполнял дипломатические поручения, в частности, сопровождал в Америку французского посла. В течение 1792 года был произведён сначала в капитаны (31 мая), а затем в подполковники. В составе Альпийской армии, отличился при осаде Лиона (9 августа-9 октября 1793 года). 12 октября 1793 года вместе с отцом был арестован, помещён в тюрьму Аббатства (Prison de l’Abbaye), но вскоре оправдан и выпущен на свободу. После получения отказа со стороны Конвента назначить его командиром шассёров департамента Верхние Альпы, 8 апреля 1794 года вступил волонтёром в 1-й гусарский полк.

## В Итальянской армии
Командуя полком в Итальянской армии (с 25 марта 1795 года), участвовал в разведывательных рейдах и крупных сражениях (при Лоди, Павии (дважды — в 1796 и 1797), Бассано, Арколе (1796), Риволи, Тальяменто, Мантуе). В 1797 был отправлен в Париж с трофейными знамёнами и по представлению Наполеона получил чин бригадного генерала (25 июля 1797 года). До конца года успел побывать командиром бригады во 2-й и 3-й кавалерийских дивизиях. После подписания мира в Кампо-Формио продолжил службу в Италии в армиях Рима и Неаполя под началом генералов Макдональда и Шампионе.
14 июня 1800 года, в день блистательной победы французской армии в битве при Маренго, Келлерман, возглавив эскадрон из 400 человек, атаковал позиции неприятеля: опрокинув австрийских драгун, его кавалеристы врубились в ряды вражеской пехоты и рассеяли её. Благодаря этой атаке, в пользу французской армии был решён не только исход сражения, но и фактически всей 2-й Итальянской кампании. За этот подвиг Келлерман был произведён в дивизионные генералы.

## Аустерлиц
1 февраля 1804 года он был утверждён в должности командующего кавалерией Армии Ганновера. С 29 августа 1805 года командир дивизии лёгкой кавалерии 1-го корпуса маршала Бернадота Великой Армии. Отличился в сражении при Аустерлице, где был ранен. Гусары и конные егеря Келлермана нанесли удар в стык центра и правого фланга русско-австрийских войск и смяли их. Ими был почти полностью уничтожен уланский полк цесаревича Константина. 13 декабря заменён на посту командира генералом Тийи, и отбыл во Францию на лечение.
5 октября 1806 года возглавил кавалерийскую дивизию в Резервной армии.

## Пиренейская война
2 августа 1807 года назначен командиром кавалерии 1-го наблюдательного корпуса Жиронды. В ходе похода в Португалию установил тёплые дружеские отношения с генералом Жюно, командиром корпуса. После поражения французов при Вимейру (21 августа 1808 года) Жюно, зная о богатом дипломатическом опыте и способностях Келлермана, отправил его к генералу Уэлсли договариваться об условиях капитуляции. Французский посланник настолько хорошо справился с поставленной задачей, что впоследствии, как самому Уэлсли, так и двум другим британским генералам (Бэррарду и Далримплу), присутствовавшим на переговорах, пришлось давать объяснения в английском парламенте по поводу тех непозволительных уступок, которых сумел добиться поверженный противник. 30 сентября вернулся во Францию. 19 октября возглавил кавалерию 8-го корпуса Армии Испании. 9 января 1809 года назначен командиром 2-й драгунской дивизии.
Весной 1809 года Келлерман сменил маршала Бессьера на посту командующего французской армией в северной Испании. На этом посту он, вместе с маршалом Неем, нанёс поражение войскам маркиза Романа в Астурии. С июня 1810 года Келлерман занимал должность губернатора провинций Торо и Паленсия. В мае 1811 года из-за тяжёлой болезни был вынужден вернуться во Францию, где и оставался до конца 1812 года.

## Кампании 1813—1815 годов и завершение карьеры
Лишь 8 апреля 1813 года, окончательно оправившись от недуга, Франсуа-Этьен Келлерман вернулся в действующую армию. Компенсируя «потерянный» из-за болезни год, он отважно сражается  при Риппах, Лютцене и Бауцене. В бою при Вахау польские конники 4-го кавалерийского корпуса Келлермана вместе со своим генералом стремительной атакой разбили дивизию кирасир адъютанта российского императора Н.Левашова. В феврале 1814 года в должности командира 6-го кавалерийского корпуса отличился в бою у Мормана (17 февраля), отбив у противника 11 орудий и захватив 20 тысяч пленных.
Людовик XVIII, вернувшийся на французский престол после первого отречения императора Наполеона, назначил Келлермана членом военного совета и генерал-инспектором кавалерии в Люневиле и Нанси. 16 марта 1815 года Келлерман, присоединившись к армии герцога Беррийского, получил приказ остановить продвижение Императора, вернувшегося с Эльбы. Франсуа-Этьен, как и многие другие офицеры (не говоря уже о солдатах), не колеблясь, перешёл на сторону Наполеона, который даровал ему титул пэра и назначил командиром 3-го корпуса тяжёлой кавалерии. В ходе кампании 1815 года Келлерман участвовал в битве при Катр-Бра и в знаменитой кавалерийской атаке при Ватерлоо. Вместе с генералами Аксо и Жераром координировал процесс капитуляции Армии Луары, а затем был отправлен Людовиком XVIII в отставку.
После смерти отца, 13 сентября 1820 года, унаследовал титул герцога де Вальми и получил место в палате пэров. До конца своих дней находился в оппозиции к Бурбонам.
Франсуа Этьенн Келлерман умер в Париже, 2 июня 1835. Похоронен на кладбище Пер-Лашез. Имя генерала высечено под сводом Триумфальной арки на площади Звезды.

## Воинские звания
- Младший лейтенант (14 августа 1785 года);
- Капитан (31 мая 1792 года);
- Командир батальона (10 апреля 1793 года);
- Полковник штаба (25 марта 1796 года);
- Бригадный генерал (28 мая 1797 года, утверждён 25 июля 1797 года);
- Дивизионный генерал (5 июля 1800 года).

## Титулы
- Граф Вальми и Империи (фр. comte de Valmy et de l'Empire; декрет от 19 марта 1808 года, патент подтверждён 3 июня 1808 года в Байонне);
- Герцог Вальми (фр. duc de Valmy; 13 сентября 1820 года).

## Награды
Легионер ордена Почётного легиона (11 декабря 1803 года)
 Великий офицер ордена Почётного легиона (14 июня 1804 года)
 Командор ордена Железной короны (23 декабря 1807 года)
 Кавалер военного ордена Святого Людовика (2 июня 1814 года)
 Большой крест ордена Почётного легион (29 августа 1814 года)

## Образ в кино
- «Ватерлоо» (Италия, СССР, 1970) — актёр Лев Поляков